# Scandriglia
Scandriglia là một đô thị ở tỉnh Rieti trong vùng Latium, có khoảng cách khoảng 40 km về phía đông bắc của Roma và cách khoảng 25 km về phía nam của Rieti. Tại thời điểm ngày 31 tháng 12 năm 2004, đô thị này có dân số 2.662 người và diện tích là 63 km².
Đô thị Scandriglia có các frazione (đơn vị cấp dưới) Ponticelli Sabino.
Scandriglia giáp các đô thị: Licenza, Monteflavio, Montorio Romano, Nerola, Orvinio, Percile, Poggio Moiano, Poggio Nativo, Pozzaglia Sabina.